# Frozen Fever
Frozen Fever (Frozen: Fiebre Congelada en Hispanoamérica) es un cortometraje de 2015 de Walt Disney Animation Studios, secuela de la película de animación Frozen. Fue dirigido por Jennifer Lee y Chris Buck con las voces de Idina Menzel, Kristen Bell, Jonathan Groff y Josh Gad. El cortometraje se estrenó durante el lanzamiento de la película de Disney Cinderella.

## Argumento
La Reina Elsa de Arendelle está emocionada porque es el cumpleaños de su hermana menor, la Princesa Anna, y tiene la intención de asegurarse que el día especial de su hermana sea perfecto. Usando sus poderes de hielo, crea una decoración especial de hielo en la parte superior del pastel de cumpleaños de Anna: figuras de Anna y Elsa patinando sobre hielo felices juntas. Kristoff por su parte hizo una pancarta que cuelga en todo el patio del castillo, que dice "Feliz cumpleaños, Anna". Elsa y Kristoff pasaron toda la mañana preparando todo y ahora el tiempo se les agota. Antes de correr a despertar a Anna, Elsa deja a Kristoff a cargo de cuidar todo hasta que la invitada de honor llegue. 
Elsa sigilosamente entra en la habitación de su hermana menor, la Princesa Anna, empuja suavemente a su hermana menor, la Princesa Anna, que sigue durmiendo. Anna lucha para despertar, pero después de mencionar el día que Elsa ha planeado para ella, inmediatamente salta de la cama. Cuando Elsa estornuda, ninguna de las hermanas nota que dos pequeños muñecos de nieve estallan en el aire, caen al suelo y corretean lejos. Comenzando el día, Elsa usa su magia para crear unos nuevos vestidos brillantes para cada una de ellas antes de salir en una gira de misterios que implica seguir una larga cuerda que Elsa había colocado por el castillo, lo que lleva a Anna a diferentes regalos. Dentro de una armadura, Anna descubre un brazalete. Dentro de un armario, ella encuentra un reloj cucú de Olaf. Y en un balcón, hay un ramo de girasoles. Elsa estornuda de nuevo y más pequeños muñecos de nieve estallan en el aire y caen al suelo, pero aun así las chicas no lo notan. Los muñecos de nieve se escabullen en el patio donde Olaf los encuentra y se emociona al verlos. Anna y Elsa siguen la cuerda por todo Arendelle. En el camino, Anna descubre más regalos: un retrato de familia, medias de seda, incluso una caña de pescar. Todo el tiempo, Elsa sigue estornudando y cada vez que lo hace, aparecen más pequeños muñecos de nieve, pero aún las chicas no se percatan de ninguno de ellos. Anna está teniendo un momento maravilloso, pero está preocupada por la salud de Elsa. Ella siente que Elsa debe ir a casa a descansar, pero Elsa simplemente la ignora y continúa. Ella dirige a Anna a la Tienda de Oaken, donde le regala una de las hermosas capas de Oaken. Luego, viendo los estornudos de Elsa, Oaken se presenta con una botella de medicina que Elsa inmediatamente rechaza, pero Anna la acepta con gratitud, sabiendo que puede necesitarla después. A continuación, Elsa lleva a Anna hasta el centro del pueblo, donde un Coro de Niños canta para Anna y nuevamente Elsa estornuda pero ninguna de las dos nota los muñecos de nieve. 
De vuelta en el patio del castillo, Kristoff, Sven y Olaf tratan de mantener las cosas bajo control, más pequeños muñecos de nieve llegan, causando un montón de caos y problemas para ellos. Cuando Kristoff voltea, varios muñecos de nieve tratan de subir hasta el pastel, Kristoff agarra la cabeza de Olaf como una bola de bolos y apunta a ellos. La cabeza de Olaf derriba a los muñecos de nieve, golpeándolos lejos del pastel. De repente, los pequeños muñecos de nieve derriban el cartel de Kristoff. Olaf logra reordenar las letras, pero no dice exactamente lo mismo que antes. 
Mientras tanto, Elsa lleva a Anna a su última parada, en la parte superior de la Torre del Reloj de Arendelle por su último regalo. Los brazos de Anna están sobrecargados con los presentes y el resfriado de Elsa sigue empeorando con cada minuto que pasa. Anna insiste en que Elsa necesita descansar, pero Elsa no escucha. Ya se siente afiebrada mientras sube las escaleras hasta la cima de la torre hasta que finalmente ella pierde el equilibrio. Anna deja caer sus regalos y se apresura a atraparla antes de que caiga al vacío. Se da cuenta de que Elsa está ardiendo en fiebre y tiene que ir a la cama, lo que Elsa finalmente acepta. Anna la acompaña a casa, Elsa siente que arruinó su cumpleaños perfecto pero Anna le dice: "Elsa, no arruinaste nada". Luego, a medida que entran en las puertas del castillo, Anna se sorprende por Kristoff, Sven, Olaf y los cientos de pequeños muñecos de nieve que le presentan su pastel de cumpleaños y una canción especial de cumpleaños en donde Elsa estornuda otra vez y finalmente ve a los pequeños muñecos de nieve que creó. Atrapados en la emoción de la canción, Kristoff canta más fuerte que todos y grita "¡Te amo tanto!", avergonzándose con Anna quien sonríe felizmente. Elsa aunque cansada, insiste en soplar el "Bukkehorn de Cumpleaños" pero termina estornudando en él, lanzando accidentalmente una enorme bola de nieve que sale de Arendelle y recorre todo el camino hasta Las Islas del Sur, donde Hans es golpeado por esta, cuando él está paleando estiércol en los establos reales, ya que es el castigo decretado por sus 12 hermanos mayores, por los crímenes cometidos en Arendelle el año anterior. 
Después, Anna ayuda a Elsa a recuperarse en la cama y le agradece por un gran cumpleaños y darle el mejor regalo que jamás podría tener; dejar que Anna cuidara de Elsa, luego de darle la medicina Elsa vuelve a estornudar y nuevamente aparecen nuevos muñecos de nieve frente a ellas. En lo alto de la Montaña del Norte, donde se encuentra El Castillo de Hielo, Malvavisco, (el muñeco de nieve que creó Elsa en la película) quien ahora es el dueño del castillo es visitado por Kristoff, Sven y Olaf, el cual se presenta con un desfile de los pequeños muñecos de nieve que ahora estarían viviendo con él, Malvavisco con un tono como queriendo una explicación observa a Kristoff, pero este le dice: "No preguntes".

## Reparto principal[3]
- Idina Menzel: Elsa
- Kristen Bell: Anna
- Jonathan Groff: Kristoff
- Josh Gad: Olaf

## Curiosidades
- Este es el segundo corto a un largometraje de Disney. El primero fue Enredados por siempre.
- Uno de los niños en el coro se asemeja a Anna cuando ella era una niña.
- Kristoff y Elsa interactúan por primera vez.
- Hans regresa en el corto, y es visto paleando estiércol antes de ser golpeado por una bola de nieve gigante que creó Elsa accidentalmente.
- Esta es la segunda vez que se ve a Anna despertarse con el pelo desordenado.
- Dos de los adornos del pastel que Elsa creó fueron la pose de la misma Elsa y Anna en la coronación y cuando Anna se convierte en hielo y muere congelada en la primera película.

- Durante la apertura de la canción "Un día perfecto debe ser", Elsa canta la parte de "El frío es parte también de mí", una referencia a su canción "Libre Soy".

- En el mapa que aparece cuando la bola de nieve gigante que Elsa creó y fue lanzada a través del "Bukkehorn del Cumpleaños" muestra Las Islas del Sur, que se encuentran al sur de Arendelle. Además, se pueden observar "1840" en números romanos, escritos en la esquina superior izquierda, probablemente es el año en que el corto se lleva a cabo.
- Un mini Olaf aparece en los objetos que Elsa le da a Anna cerca de la toalla.

- El retrato que Anna recibió como un regalo, demuestra que los cuatro personajes (Elsa, Kristoff, Olaf, Sven y contándole también a ella) ahora son una familia.
- En la parte que los muñequitos de nieve destruyen el letrero de “Feliz Cumpleaños Anna”  y en donde Olaf lo repara y lo pone incorrectamente dice: “Sal pezuña, colmena fin”  no dice así normalmente, que se dice original: “Dry banana, hippy hat”